# Faisalabad
Faisalabad (în urdu فیصل آباد; în trecut Lyallpur) este al treilea oraș ca mărime  din Pakistan. Se află în provincia Punjab. 
1. ↑   https://web.archive.org/web/20060427013715/http://www.faisalabad.gov.pk/history.php, arhivat din original la 27 aprilie 2006 Lipsește sau este vid: |title= (ajutor)